# 新可兒站
新可兒站（日语：／ Shinkani eki */?）是位於岐阜縣可兒市下惠土今廣，名古屋鐵道（名鐵）的廣見線車站。車站編號為HM06。

## 歷史
名鐵廣見線的名稱是來自可兒町（現時為可兒市）的其中一個前身舊・廣見町而來，在成為可兒市前，舊・可兒町的時代前，此站名為新廣見站。
此站本來是連接新多治見至御嵩之間的東濃鐵道中其中一站，在啟用時名為廣見站。隨後，東濃鐵道當的一部分（此站至新多治見之間）國有化，成為太多線的一部分，而未有國有化的另一部分（此站至御嵩之間）由新設立的東美鐵道繼承。使此站為國鐵和東美鐵道的共構與共站。兩線的軌距均為762mm為輕便鐵道，在1928年（昭和3年）兩路線軌距均改為1067mm，並把路線遷移至現時所在地。
在1929年（昭和4年），名古屋鐵道（第1代）此站至今渡之間開通，使此站成為名古屋鐵道（第1代）也駛入此站，並形成現時的折返式車站。在1930年（昭和5年），不再與國鐵共構與共站，此站成為名古屋鐵道和東美鐵道的共構與共站，並改名為新廣見站，與國鐵區別。隨後在1943年（昭和18年），東美鐵道與名古屋鐵道合併，成為現時的樣子。
- 1918年（大正7年）12月28日 - 東濃鐵道（日语：東濃鉄道・東美鉄道）新多治見站至廣見站開通，廣見站啟用。
- 1926年（大正15年）9月25日 - 東濃鐵道部分路線國有化，東濃鐵道剩餘部分改名為東美鐵道。使成為國鐵、東美鐵道的廣見站。
- 1928年（昭和3年）10月1日 - 車站遷移至現時的位置。
- 1929年（昭和4年）1月22日 - 名古屋鐵道（第1代）今渡至此站之間開通。
- 1930年（昭和5年）2月16日 - 國鐵廣見站分離此站。東美鐵道、名古屋鐵道改名為新廣見站。
- 1943年（昭和18年）3月1日 - 東美鐵道與名古屋鐵道合併。成為名古屋鐵道新廣見站。
- 1982年（昭和57年）4月1日 - 可兒市實施市制，改名為新可兒站。
- 2003年（平成15年）3月27日 - 在平日的日間和假日前往犬山方向和御嵩方向的直通運輸中止。使此站成為運輸界限，犬山方向和御嵩方向的運輸系統幾乎分斷。
- 2007年（平成19年）
  - 8月2日 - 引入新的自動售票機和自動閘機。
  - 8月8日 - 車站可以使用交通儲值卡「Trans Pass（日语：トランパス (交通プリペイドカード)）」。
- 2008年（平成20年）6月29日 - 犬山方向和御嵩方向的直通運輸完全廢止。此站的1號月台（御嵩方向月台）設有閘內的閘口。
- 2011年（平成23年）2月11日 - 車站可以使用「manaca」IC卡。
- 2012年（平成24年）2月29日 - 車站不可使用交通儲值卡「Trans Pass」。
- 2019年（平成31年）
  - 3月18日 - LED式顯示牌和自動廣播開始使用。
  - 3月20日 - 行燈（日语：行灯）式的月台顯示牌撤走。

## 車站構造
車站為地面車站，設有2面3線的港灣式月台。為折返式配線。犬山方向和御嵩方向的列車在相同方向出發。
車站大樓於1994年5月開始建設，在鋼製二層建築物。設有1個閘口，當中設有1台自動售票機和3台自動閘機。沒有自動補票機，如要manaca增值和補票，需向車站職員協助。
所有御嵩方向的列車使用1號月台。在2008年（平成20年）6月29日時間表修正中，此站兩方向的運輸系統完全分離。由於當時御嵩方向還未支援manaca，因此在1號月台入口中設有轉乘閘口，這裡設有車站職員進行剪票、補票處理。在2008年系統分離後，當其中一方方向的路段發生障礙時，不會影響另一方的運作。此外，在犬山方向中，多以使用3號月台出發。
| 月台 | 路線                   | 上下行 | 方向                               | 備註                |
| ---- | ---------------------- | ------ | ---------------------------------- | ------------------- |
| 1    | 廣見線（新可兒〜御嵩） | 下行   | 御嵩方向                           | 2両対応             |
| 2    | 廣見線（犬山〜新可兒） | 上行   | 犬山、名鐵名古屋、中部國際機場方向 | 最多4卡編成列車使用 |
| 3    | 廣見線（犬山〜新可兒） | 上行   | 犬山、名鐵名古屋、中部國際機場方向 | 最多6卡編成列車使用 |

### 時間表
除了平日早上繁忙時間外，全日每小時設有2班列車往御嵩，在往御嵩的列車出發時，也是往中部國際機場的列車出發時間。
在平日早上繁忙時間（6時至7時時段）幾乎所有列車前往名古屋或名古屋更遠的地方。此外，在該時段設有μ-SKY班次，乘客主要為通勤乘客。
在假日早上時段（6時至8時時段）與日間時段幾乎相同。在早上6時時段設有1班μ-SKY，在6時至8時時段每小時1班特急列車。特急以6卡編成於3號月台出發。
在犬山方向，平日、假日的日間每小時設有4班列車，當中2班前往中部國際機場（犬山起為準急列車），2班前往犬山（在犬山可轉乘往河和線的急行列車）。該時間表格局一直運行至晚上7時時段。另外在黃昏時間，每小時設有1班μ-SKY到達此站（在下客後成為不載客列車折返至犬山方向）。在晚上8時時段以後，往犬山的列車為每小時4班。尾班列車為晚上11時正。

### 其他設備
- 車站大樓的閘外設有商店。售賣輕食、咖啡和酒類。
- 隨了上述商店外，在車站前和閘口內設有飲料自動販賣機。
- 在2號月台頭部設有行燈式出發顯示牌。
  - 此顯示牌與太田川站、內海站和大曾根站有所不同。與黑野站（現時已廢止）是使用同一款式。只顯示方向和月台編號，沒有顯示類別，並會把下一班列車的資訊以點燈方式顯示。出發顯示牌的月台編號除了往御嵩方向外，在閘口側會看見。左邊起以3、2、1顯示。御嵩方向的牌上，「3」的位置會顯示「學校前通過」。在學校前站廢止時，把該格刪除。太田川站的行燈顯示牌於2008年（平成20年）11月23日終止使用，在同日以後名鐵月台上只剩下此站設有行燈顯示牌。但最後於2019年（平成31年）3月20日廢止。
  - 在行燈顯示牌廢止後，在月台上設置了LED簡易月台顯示牌。
- 雖然此站為中途站，但是由於運輸系統是分離，並且此站為折返式車站結構，因此在車站名牌上中，兩方向鄰近車站中只會顯示單方向，分別是「日本萊茵今渡」（2、3號月台）和「明智」（1號月台），另一方向為空白。
- 車站廣播曾經為車站職員以人聲廣播，在2019年3月18日起使用車站自動廣播。

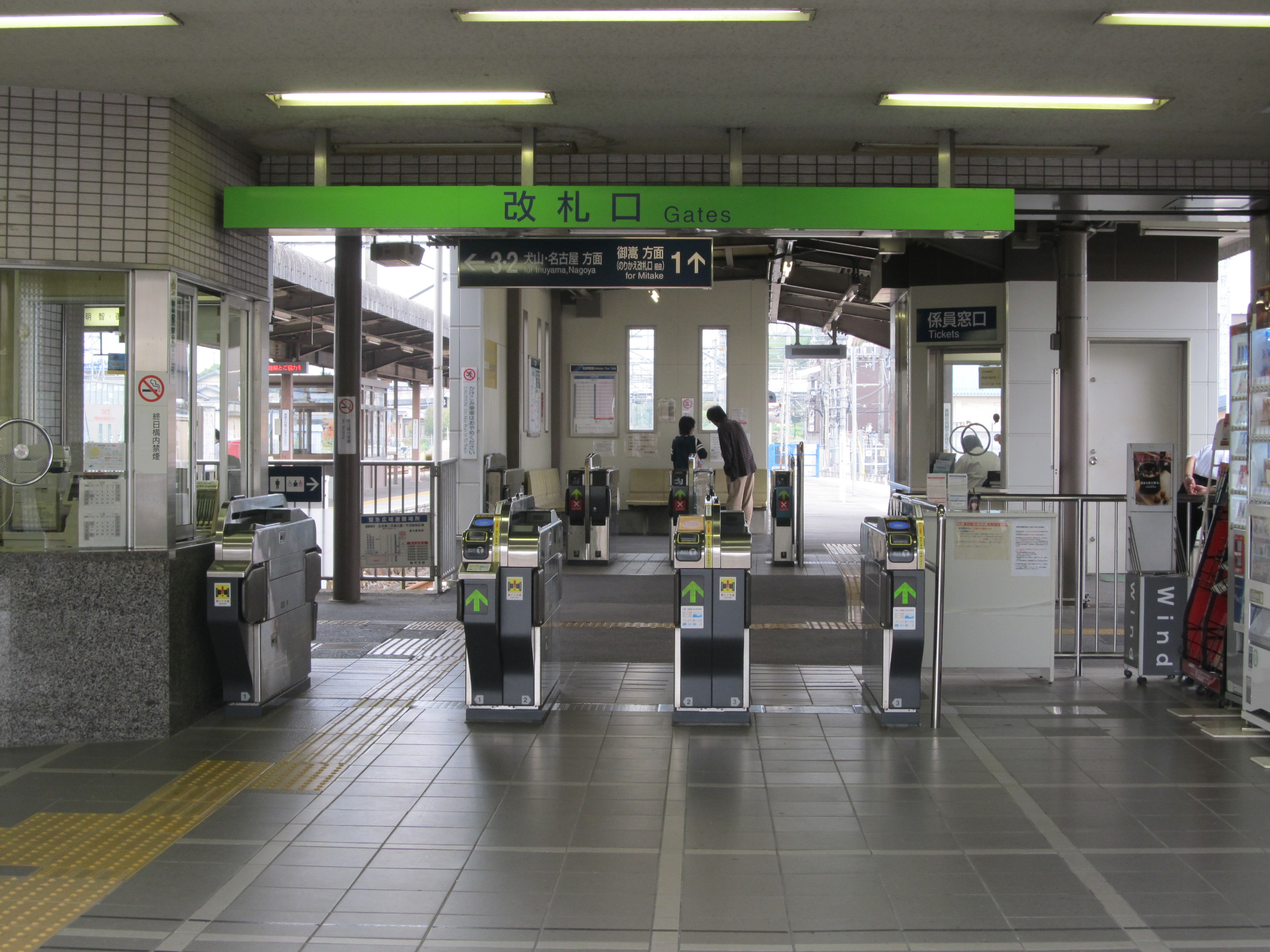
閘口和櫃臺
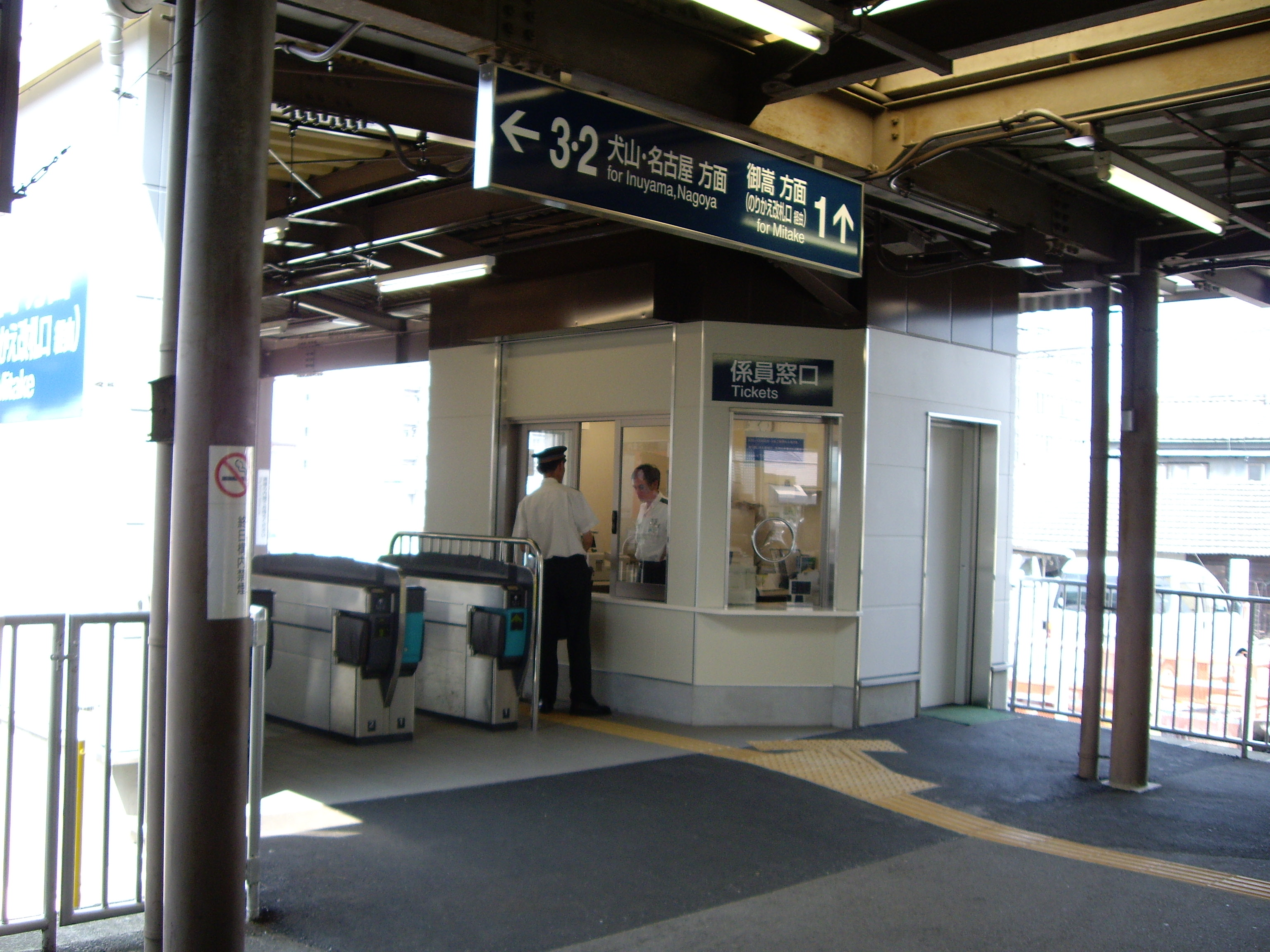
轉乘閘口
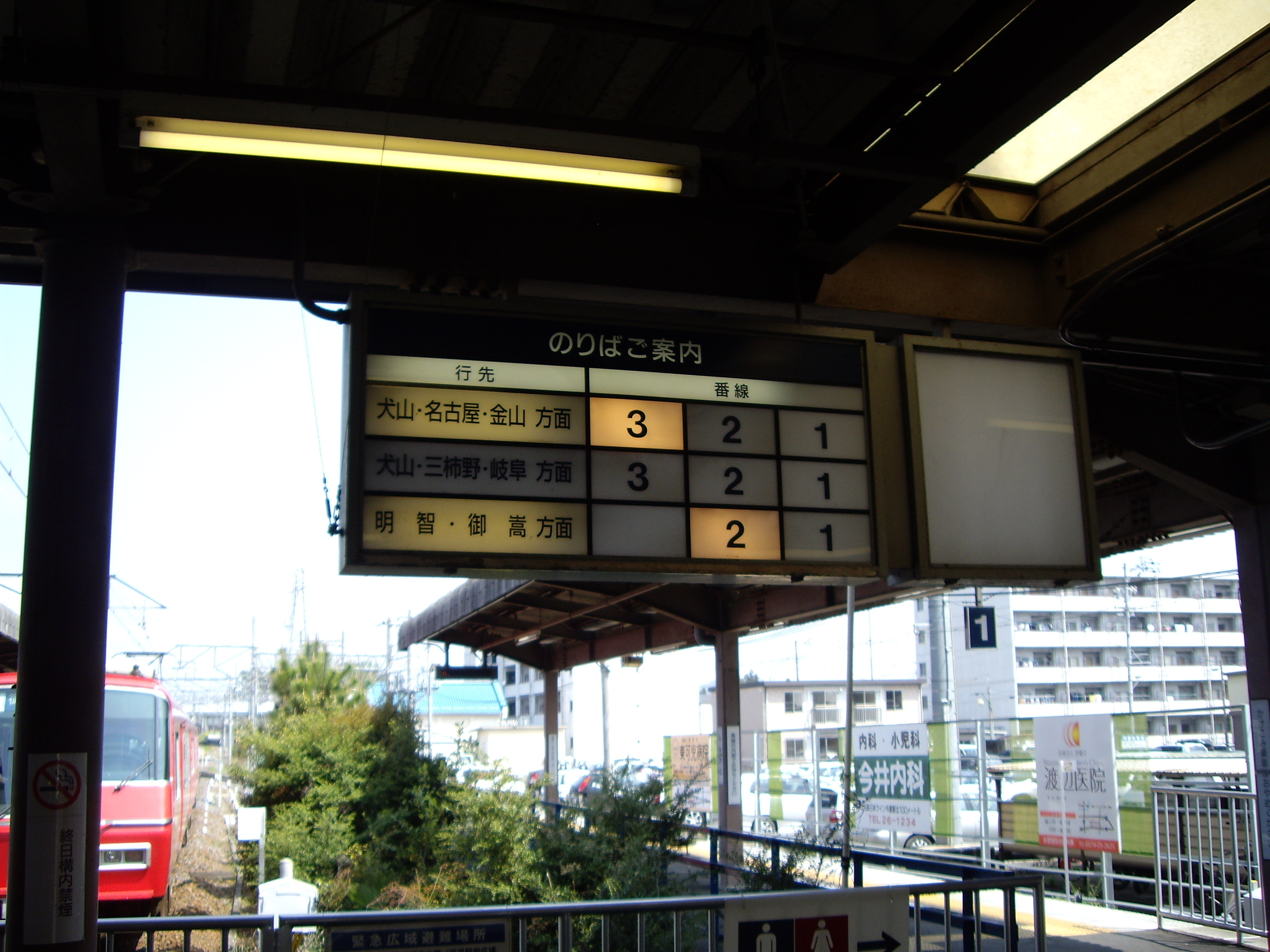
行燈式出發顯示牌

### 配線圖
|                 | ↑ 御嵩方向                       |  |
| ← 犬山方向      | 名古屋鐵道 新可兒站 站內配線略圖 |  |
| 图例 参考文献： |                                  |  |

## 使用狀況
- 在中提及在2013年度，當時1日平均上下車人次為4,988人，在名鐵所有車站（275站）排名第84，廣見線（11站）中排名第3[4]。
- 在中提及在1992年度，當時1日平均上下車人次為7,273人，除岐阜市內線均一車費區間內各站（岐阜市內線、田神線、美濃町線徹明町站至琴塚站之間）外名鐵所有車站（342站）中排名第62，廣見線、八百津線（16站）中排名第3[5]。
- 根據「岐阜縣統計書」和「可兒市之統計」，在2017年度1日平均乘車人次為2,565人，以下為近年1日平均乘車人次的列表：

| 年度   | 1日平均 乘車人次 | 參考資料 |
| ------ | ---------------- | -------- |
| 2001年 | 2,808            | [ 6 ]    |
| 2002年 | 2,616            | [ 7 ]    |
| 2003年 | 2,509            | [ 8 ]    |
| 2004年 | 2,474            | [ 9 ]    |
| 2005年 | 2,599            | [ 10 ]   |
| 2006年 | 2,474            | [ 11 ]   |
| 2007年 | 2,549            | [ 12 ]   |
| 2008年 | 2,544            | [ 13 ]   |
| 2009年 | 2,454            | [ 14 ]   |
| 2010年 | 2,416            | [ 15 ]   |
| 2011年 | 2,369            | [ 16 ]   |
| 2012年 | 2,428            | [ 17 ]   |
| 2013年 | 2,484            | [ 18 ]   |
| 2014年 | 2,435            | [ 19 ]   |
| 2015年 | 2,510            | [ 20 ]   |
| 2016年 | 2,512            | [ 21 ]   |
| 2017年 | 2,565            |          |

在2013年度，在廣見線車站中，繼犬山站和西可兒站為最3多人次使用的車站，但隨著西可兒站乘客減少，在2015年度，成為第2多人次使用的車站。

## 車站周辺
可參見可兒站#車站周邊

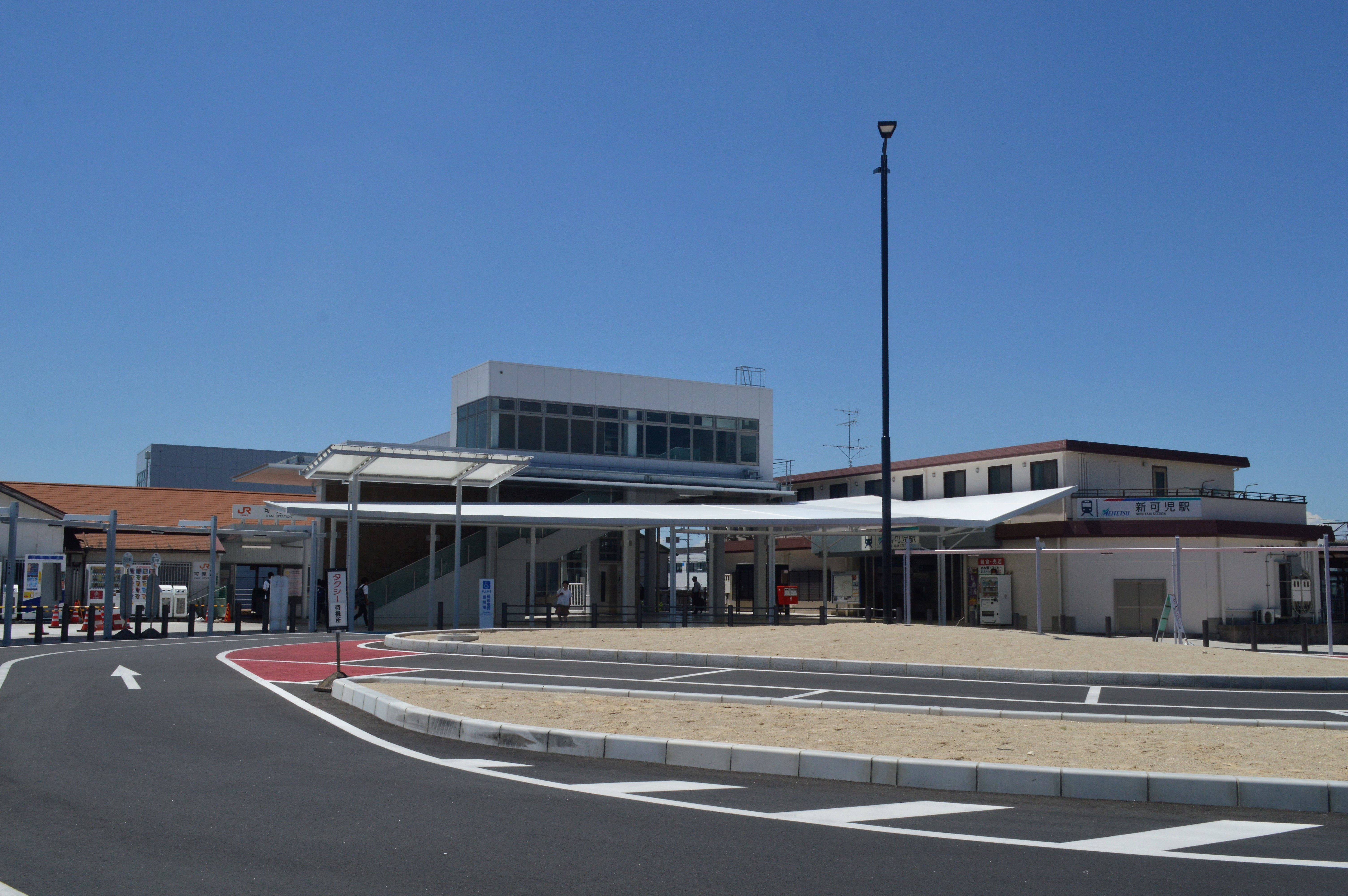
可兒站與新可兒站共用的站前廣場

車站距離大型商業設施、政府機關或主要的便利店較遠，需步行約10分鐘才到達。
- JR東海太多線 可兒站
- 可兒川（日语：可児川）
- 可兒市立圖書館（日语：可児市立図書館）
- 可兒市政廳
- 可兒郵局（日语：可児郵便局）
- 十六銀行（日语：十六銀行）可兒分店
- 大垣共立銀行（日语：大垣共立銀行）可兒分店
- 岐阜信用金庫（日语：岐阜信用金庫）可兒分店
- 東濃信用金庫（日语：東濃信用金庫） 下惠土分店
- 岐阜新聞（日语：岐阜新聞社）、岐阜放送 可兒分局
- Route-Inn可児（酒店）
- Don Quijote UNY 可兒店（日语：ドン・キホーテUNY可児店） (舊Shop-land可兒、Piago可兒店)
- RASPA御嵩（日语：ラスパ御嵩）
- 名古屋鐵道廣見變電站
- Ministop可兒廣見5丁目店

## 巴士路線
可參見可兒站#巴士路線
- 「可児駅前」巴士停 
  - 東濃鐵道巴士
  - 皋月巴士（日语：可児市コミュニティバス） - 可兒市的社區巴士

## 其他
在此站未完全分離運輸系統前，來往犬山站方向至明智站、御嵩站方向直通列車中，在到達此站後會改變行車方向，並只可連結4卡車廂和使用2號月台。

## 相鄰車站
名古屋鐵道
  廣見線（犬山〜新可兒）
□μ-SKY、■特急、■普通
日本萊茵今渡（HM05）－新可兒（HM06）
  廣見線（新可兒〜御嵩）
■普通
新可兒（HM06）－明智（HM07）
此站至明智站之間曾設有學校前站，現時已經廢止。

## 外部連結
- 新可兒 - 名古屋鐵道